# Chisa Kobayashi
Chisa Kobayashi –en japonés, 小林 千紗, Kobayashi Chisa– (Kioto, 12 de diciembre de 1987) es una deportista japonesa que compitió en natación sincronizada. Ganó una medalla de plata en el Campeonato Mundial de Natación de 2007, en la prueba equipo técnico.

## Palmarés internacional
| Campeonato Mundial | Campeonato Mundial    | Campeonato Mundial | Campeonato Mundial |
| Año                | Lugar                 | Medalla            | Prueba             |
| ------------------ | --------------------- | ------------------ | ------------------ |
| 2007               | Melbourne (Australia) | Medalla de plata   | Equipo técnico     |